# Хаджи Лойо

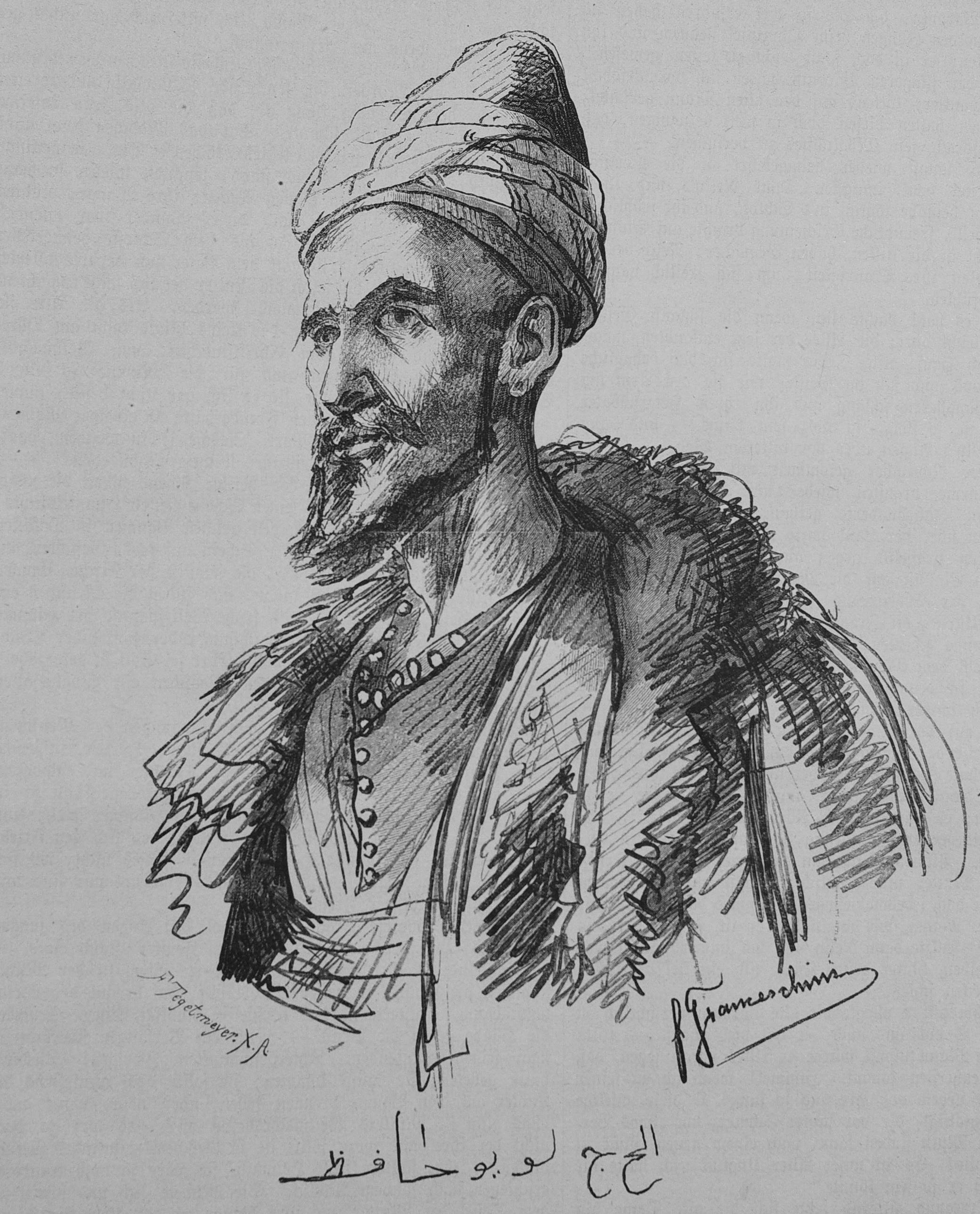
Хаджи Лойо, иллюстрация Ф. Франческини (1878 год)

Салих Вилаетович (босн. Salih Vilajetović), известный как Хаджи Лойо (босн. Hadži Lojo, нем. Hadschi Lojo; 1834—1887) — боснийский лидер в Сараево в 1870-х годах.
Успев побыть рабочим в карьере, наёмным перевозчиком, главным учителем в медресе и башибузуком, Лойо приобрёл известность в Сараево после того, как присоединился к движению сопротивления османским реформам Танзимата. Он стал ещё более заметен в 1872 году, когда возглавил оппозицию строительству новой православной церкви. В последующие годы Хаджи Лойо вступил в открытую конфронтацию с османским правительством, совершая различные вылазки и грабежи со своей бандой, следствием чего стало преследование его и его банды со стороны османских властей.
Незадолго до оккупации Боснии и Герцеговины Австро-Венгрией Лойо сумел сплотить вокруг себя мусульман, православных, евреев и даже некоторых католиков для сопротивления австрийцам. Лойо был одним из главных лидеров мусульманского сопротивления оккупации Сараево в 1878 году вместе с такими людьми, как Мехмед Шемсикадич, Хафиз Каукчия и Хаджи Ямакович. 28 июля противники оккупации организовали в городе своё правительство и издали декрет о мобилизации всех мусульман и других граждан, способных к военной службе. Хотя Лойо не принимал активного участия в восстании в городе, австро-венгерское правительство оценивало его как главного организатора бунта, в то время как другие лидеры повстанцев считали его надоедливым и малополезным. Они даже пытались убить Лойо 14 августа 1879 года. В ночь с 16 на 17 августа, ранив себя, тот покинул Сараево и скрывался в районе Рогатицы и Горажде, где и был задержан 2 сентября.
Сначала Лойо был приговорён к смертной казни, которая потом была заменена на пяти лет заключения, которое он отбывал в Терезине в Богемии. Поскольку ему не разрешили вернуться в Боснию, Лойо после своего освобождения перебрался в Османскую империю, он умер в Мекке.
Сербский писатель Бранислав Нушич в 1908 году написал роман по мотивам его биографии, а в 1982 году подобное произведение создал и боснийский писатель Решад Кадич.